# Plateros kurentzovi
Plateros kurentzovi is een keversoort uit de familie netschildkevers (Lycidae). De wetenschappelijke naam van de soort werd in 1970 gepubliceerd door Medvedev.